# Henri Chandèze
Henri Chandèze, francoski general, * 1887, † 1976.